# Vocal casi cerrada semiposterior no redondeada
La vocal cerrada posterior no redondeada (escucharⓘ) es un tipo de sonido vocálico usado en algunas lenguas. Aunque no hay un símbolo en el Alfabeto Fonético Internacional que representa este sonido, algunos símbolos posibles para transcribir este sonido son ɯ̽, ɯ̞̈, ʊ̜, o en particular, por John C. Wells ꞷ (aunque no oficial), y en X-SAMPA es M_x.

## Cómo se pronuncia
- Su grado de apertura es casi cerrado, lo que significa que la posición de la lengua es cercana a la de una vocal cerrada, pero ligeramente menos constreñida.
- Su punto de articulación es semiposterior, lo que significa que la lengua se coloca casi lo más atrás posible en la parte posterior de la boca.
- Su carácter de redondez es no redondeado, lo que significa que los labios no son redondeados.